# Mikael Ekman (journalist)
Mikael Ekman, född 1980 i Karlskrona, är en svensk journalist, känd för sitt engagemang mot högerextremism och rasism. Han har varit verksam vid stiftelsen Expo, TV-produktionsbolaget Strix och researchföretaget Acta Publica. Ekman är medförfattare till böckerna Sverigedemokraterna: den nationella rörelsen och Sverigedemokraterna från insidan.